# Othresypna difformis
Othresypna difformis är en fjärilsart som beskrevs av Emilio Berio 1958. Othresypna difformis ingår i släktet Othresypna och familjen nattflyn. Inga underarter finns listade i Catalogue of Life.